# Metroid: Samus Returns
Metroid: Samus Returns är ett sidscrollande actionäventyrsspel utvecklat av MercurySteam och Nintendo EPD, och utgivet av Nintendo till Nintendo 3DS. Spelet är en del av spelserien Metroid, och är en remake Game Boy-spelet Metroid II: Return of Samus från 1991. Det släpptes internationellt den 15 september 2017. Spelet följer seriens huvudperson, Samus Aran, som är skickat av Galactic Federation för att utrota de parasitiska Metroids på deras hemplanet SR388.
Spelet har en historia och struktur som liknar Metroid II men med ny grafik och nya kontroller. Det introducerar några funktioner som är nya för 2D Metroid-spel, som en melee-kontraattack och möjlighet att sikta och skjuta fritt i alla vinklar. Utvecklingen på Samus Returns började 2015, med den långsiktiga Metroid-utvecklaren Yoshio Sakamoto som producent. Spelet fick positiv mottagning från videospelsjournalister, som lovordade de visuella effekterna och förändringar från det ursprungliga spelet, med många som ser det som en återgång av Metroid-serien.